# Назаров, Василий Васильевич
Василий Васильевич Назаров (1924—1975) — советский токарь Омского судоремонтного завода. Участник Великой Отечественной войны. Герой Социалистического Труда (1971).

## Биография
Родился 20 октября 1924 года в селе Алтай, Курчумского района Восточно-Казахстанской области Казахской ССР.
С 1939 года начал свою трудовую деятельность учеником столяра, а затем, освоив профессию токаря, работал токарем в центральной ремонтной мастерской совхоза «Новоуральский» Омской области.
С 1942 года призван в ряды Красной Армии и направлен в действующую армию. Участник Великой Отечественной войны — гвардии сержант, командир отделения в роте автоматчиков. Был трижды ранен: первый раз в боях за город Спас-Деменск, второй раз — под Витебском, в третий раз тяжело — 22 июня 1944 года, в результате чего ему ампутировали ногу. После длительного лечения в госпитале и нескольких операций, научившись ходить на протезе, был демобилизован как инвалид войны.
После возвращения в совхоз «Новоуральский» Омской области вновь начал работать токарем. Когда после второй операции пришёл на протезе в отдел кадров Омского судоремонтного завода, его не хотели брать на работу, тогда он привёл в пример Маресьева, летавшего без обеих ног. После того как фронтовик не только освоил профессию, но и стал ударником коммунистического труда и получил звание «Мастер — золотые руки», его на заводе называли не иначе как «наш Маресьев». С 1953 года работал токарем на Омском судоремонтном заводе, был большим мастером токарного дела и умелым наставником молодёжи.
Работал на токарном станке ДИП-750, осуществлял ремонт коленчатых валов главных двигателей теплоходов. С 1966 по 1970 годы задание восьмой пятилетки В. В. Назаров выполнил за 2 года и 11 месяцев. Удостаивался звания «Мастер — золотые руки».
14 сентября 1966 года Указом Президиума Верховного Совета СССР «за выдающиеся успехи достигнутые в труде» В. В. Назаров был награждён Орденом Трудового Красного Знамени.
4 мая 1971 года Указом Президиума Верховного Совета СССР «за выдающиеся успехи, достигнутые в выполнении заданий пятилетнего плана по развитию речного транспорта» Николай Васильевич Назаров был удостоен звания Героя Социалистического Труда с вручением Ордена Ленина и золотой медали «Серп и Молот».
Делегат XV съезда профсоюзов СССР (1972).
После выхода на пенсию жил в Омске. Умер 24 сентября 1975 года, похоронен на Старо-Северном кладбище.

## Награды
- Медаль «Серп и Молот» (04.05.1971)
- Орден Ленина (04.05.1971)
- Орден Отечественной войны II степени (06.05.1965)
- Орден Трудового Красного Знамени (14.09.1966)

### Память
- В октябре 1978 года на здании механосборочного цеха Омского судоремонтного завода в честь В. В. Назарова была установлена мемориальная доска, а 29 апреля 1980 года его имя было присвоено теплоходу «Морской-4» Иртышского речного пароходства